# Shirley Russell
Shirley Russell, geborene Shirley Kingdon, (* 11. März 1935 in London, England; † 4. März 2002 in England) war eine britische Kostümbildnerin.

## Leben
Russell war zwischen 1956 und 1978 mit dem Regisseur Ken Russell verheiratet, mit dem sie fünf Kinder hatte. Sie arbeitete in dieser Zeit als Kostümbildnerin an neun seiner Filme, darunter Liebende Frauen und Tommy. Für Liebende Frauen erhielt sie 1970 eine British Academy Film Award (BAFTA)-Nominierung in der Kategorie Beste Kostüme. Nach der Scheidung 1978 lebte sie mit dem Regieassistenten Jonathan Benson zusammen, der häufig für Ken Russell gearbeitet hatte. Ihre erste Oscar-Nominierung für das beste Kostümdesign erhielt sie für den ersten Spielfilm nach ihrer Scheidung, Michael Apteds Filmdrama Das Geheimnis der Agatha Christie. Im selben Jahr wurde sie für den Film Yanks – Gestern waren wir noch Fremde mit dem BAFTA ausgezeichnet. Eine zweite Oscar-Nominierung wurde ihr 1982 zuteil. Zu ihren weiteren Auszeichnungen zählen eine Nominierung für den Saturn Award, drei BAFTA-Awards bei insgesamt  neun Nominierungen sowie eine Nominierung für den Primetime Emmy.

## Filmografie (Auswahl)
- 1964: Versuch’s mal auf Französisch (French Dressing)
- 1969: Liebende Frauen (Women in Love)
- 1970: Tschaikowsky – Genie und Wahnsinn (The Music Lovers)
- 1971: Die Teufel (The Devils)
- 1975: Lisztomania
- 1975: Nahaufnahmen (Inserts)
- 1975: Tommy
- 1977: Valentino
- 1979: Das Geheimnis der Agatha Christie (Agatha)
- 1979: Explosion in Cuba (Cuba)
- 1979: Yanks – Gestern waren wir noch Fremde (Yanks)
- 1981: Lady Chatterleys Liebhaber (Lady Chatterley’s Lover)
- 1981: Reds
- 1984: Auf Messers Schneide (The Razor’s Edge)
- 1985: Die Braut (The Bride)
- 1987: Hope and Glory
- 2000: Ich träumte von Afrika (I Dreamed of Africa)
- 2001: Enigma – Das Geheimnis (Enigma)

## Auszeichnungen

### Academy Awards
- 1980: Oscar-Nominierung in der Kategorie Bestes Kostümdesign für Das Geheimnis der Agatha Christie
- 1982: Oscar-Nominierung in der Kategorie Bestes Kostümdesign für Reds

### Primetime Emmy Awards
- 1996: Emmy-Nominierung in der Kategorie Outstanding Costume Design for a Miniseries or a Special für Gullivers Reisen

### BAFTA Awards
- 1970: BAFTA-Film-Award-Nominierung in der Kategorie Beste Kostüme für Liebende Frauen
- 1978: BAFTA-Film-Award-Nominierung in der Kategorie Beste Kostüme für Valentino
- 1980: BAFTA Film Award in der Kategorie Beste Kostüme für Yanks – Gestern waren wir noch Fremde
- 1980: BAFTA-Film-Award-Nominierung in der Kategorie Beste Kostüme für Das Geheimnis der Agatha Christie
- 1983: BAFTA-Film-Award-Nominierung in der Kategorie Beste Kostüme für Reds
- 1988: BAFTA-Film-Award-Nominierung in der Kategorie Beste Kostüme für Hope and Glory
- 1997: BAFTA TV Award in der Kategorie Beste Kostüme für Gullivers Reisen
- 2001: BAFTA-TV-Award-Nominierung in der Kategorie Beste Kostüme für Longitude – Der Längengrad
- 2003: BAFTA TV Award in der Kategorie Beste Kostüme für Ernest Shackleton

### Academy of Science Fiction, Fantasy & Horror Films
- 1986: Saturn-Award-Nominierung in der Kategorie Bestes Kostüm für Die Braut